# 江苏咨议局

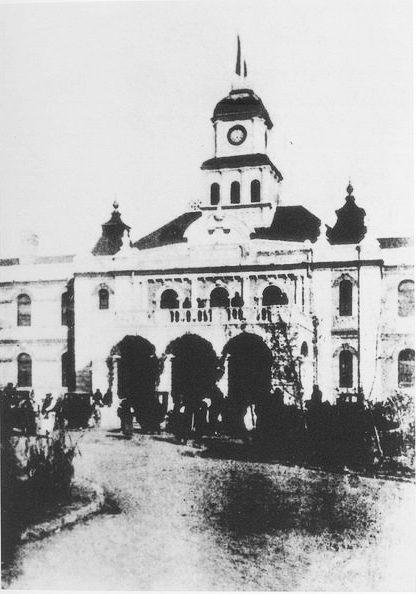
江苏咨议局旧址

江苏咨议局是1909年在江苏省设立的咨议局。1911年被江苏省临时议会取代。

## 历史
1907年，清政府预备立宪，下令各省设立咨议局。次年，张謇等立宪派人士成立了咨议局研究会，以推动、协助官方设立咨议局。此后，两江总督端方、江苏巡抚陈启泰等设立了宁属、苏属两处咨议局筹办处，以江苏布政使、提学使等为总办，并以张謇、许鼎霖、王同愈等立宪派绅商为会办、总理、协理等职。后由于两个咨议局与《咨议局章程》不合，最终清政府决定合并成立江苏咨议局，设在江宁（今南京市）。1909年10月，江苏咨议局正式成立，选出议员125人。
1911年10月，武昌起义爆发，次月5日，江苏巡抚程德全在苏州宣布“江苏独立”。议长张謇支持程德全，他于11月21日到苏州主持江苏省临时议会开幕式。同月，上海光復。12月，江浙联军攻占南京后，江苏省咨议局旧址被挪做它用，并保留至今，今在湖南路。建筑本由孙支厦设计。后来，中华民国临时参议院、国民党中央党部都曾设于此，现为江苏省军区机关驻地。

## 议员
江苏咨议局共有议员126人（含候补议员），其中定额121人（苏属55人、宁属66人）、驻防4人：
- 议长：张謇
- 副议长：蒋炳章、仇继恒
- 议员：王乃屏、孙启桩、陶保晋、蒋鸣庆、吴荣萃、侯瀛、王嘉宾、唐庆升、方瑜、忠俊、锦山、夏寅官、周树年、梁菼、凌文渊、张鹤第、朱萃生、谭庆藻、顾永葵、汪秉忠、凌鸿寿、周纮顺、马士杰、赵钲鈜、张延寿、庄其仁、王锡爵、王化南、王以昭、朱继之、周虎臣、赵承霖、高梅仙、李鸿寿、段庆熙、朱方曾、王立廷、张伯英、张鸿鼎、叶蔚、胡伯言、冯珍文、孙宝书、于振声、张鉴泉、沙元炳、沈藏寿、张荫谷、许鼎霖、施云鹭、王锡光、邵长镕、金祖泽、钱崇威、方还、刘永昌、费树达、潘承锷、杨廷栋、丁祖荫、蔡璜、俞复、陶维坻、金咏榴、张家镇、雷奋、朱祥黻、穆湘瑶、张开圻、谢源深、黄炎培、朱家驹、盛之骥、顾忠宣、黄端履、姚文、朱开甲、秦锡田、朱溥恩、储南强、孟昭常、屠宽、于定一、胡丽荣、孙靖圻、顾鸣冈、孟森、钱以振、蒋镛、吴鸿基、蒋士松、黄应中、刘廷炽、赵横、苏高鼎、谢保衡、瞿树、王楚书、秦瑞玠、狄葆贤、马敬培、马良、吴佐清、陈义、王承毅、陈庆年、陈允中、史耀堂、赵瑞豫、姜光铺、崇朴、延祥、陆祖馨、洪锡范、夏日琦、顾瑞、林可培、苏云章、潘鸿鼎、严师孟、袁永良、严懋修、朱祥黻